# Ремея Хосе
Ремея Хосе — підліток-винахідниця з Керали, Індії; талановита новаторка, яка створює нові винаходи, що допомагають сільським громадам в її рідній країні. Зараз Ремея працює як Serial Innovator у Національному інноваційному фонді Індії.

## Винахід
Відтоді, як мати захворіла, а батько лікувався від раку, окрім щоденної виснажливої чотиригодинної поїздки туди і назад до школи, вона та її сестра-близнюк відповідали за прання одягу для всієї родини. У свої 14 років Ремея створила педальну пральну машинку з перероблених частин велосипеда. Вивчивши роботу класичної електричної пральної машини, вона спроектувала свою машину, яка використовує систему педалей, з'єднану з алюмінієвим барабаном звичайним велосипедним ланцюгом. Її батько допоміг знайти частини для дизайну, а потім вони передали малюнок проекту до автомагазину сусіда, який допоміг сконструювати запчастини для винаходу. Робота дівчини — це мікс велотренажеру і пральної машини. Це зручне рішення для багатьох індійських сімей, що не мають доступу до електромережі. Цей винахід відзначили Національною премією за інновації від колишнього президента Індії Абдул Калам. Прилад обробляє завантаження приблизно за 30 хвилин (4-5 хвилин треба крутити педалі на початку і в кінці циклу полоскання; решта часу — змочування одягу у мильній воді). Позбувається брудної води через кран, звільняючи місце для чистої.
Також Ремея створила модель трансляційної вежі для мобільних телефонів та робочу модель каструлі, яка зберігає тепло і працює як кухонна плита.